# Daniel Magder
Daniel Magder (Toronto, 12 dicembre 1991) è un attore canadese.
È apparso in molte programmi e film famosi come The Famous Jett Jackson, X-Men e La mia vita con Derek, interpretando Edwin Venturi.

## Televisione
- La mia vita con Derek (2005) - Edwin Venturi

## Apparizioni televisive
- Mudpit (2011) -Mikey
- Real Kids, Real Adventures (1999) - (2000) - Brian / Davey
- The Famous Jett Jackson (2000)
- Noddy (1999) - Sam
- Earth: Final Conflict (1998) - Liam

## Filmografia
- Mee-Shee: The Water Giant (2005) - Mac Cambell
- A Deadly Encounter (2004) - Eric Sanders
- Moms on Strike (2002) - A.J. Harris
- Guilt by Association (2002) - Young Max
- Guilty Hearts (2002) - Cooper Moran
- Jenifer (2001) - Jake
- Zebra Lounge (2001) - Daniel Barnet
- Reunion (2001) - Brian Cosgrave
- Angel Eyes (2001) - Larry Pogue, Jr.
- X-Men (2000) - Boy On Raft
- Camera (2000) - Director
- Race Against Time (2000) - Bobby Gabriel
- One Special Night (1999) - Michael
- Vanished Without a Trace (1999) - Daniel
- Aldrich Ames: Traitor Within (1998) - Paul Ames